# Partido Milénio Democrático

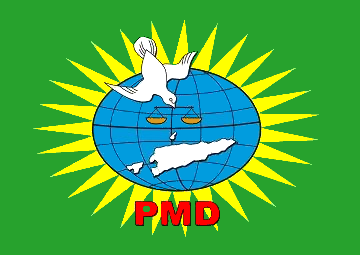
Flagge der Partido Milénio Democrático

Die Partido Milénio Democrático PMD (Demokratische Millennium Partei, englisch: Millennium Democratic Party, Tetum: Partidu Milenium Demokratiku) ist eine Partei in Osttimor, die Anfang Juli 2004 von ehemaligen Mitgliedern der Partido Social Democrata PSD gegründet wurde. Parteivorsitzender ist Hermenegildo Kupa Lopes.
Ein Ziel der PMD ist eine bessere Gleichberechtigung der Frau in der timoresischen Gesellschaft. Dies soll auch im Schulsystem besser durchgesetzt werden. Mindestens 35 % der Kandidaten der PMD für Wahlen sollen Frauen sein, die gesetzliche Frauenquote beträgt nur 25 %.

## Geschichte

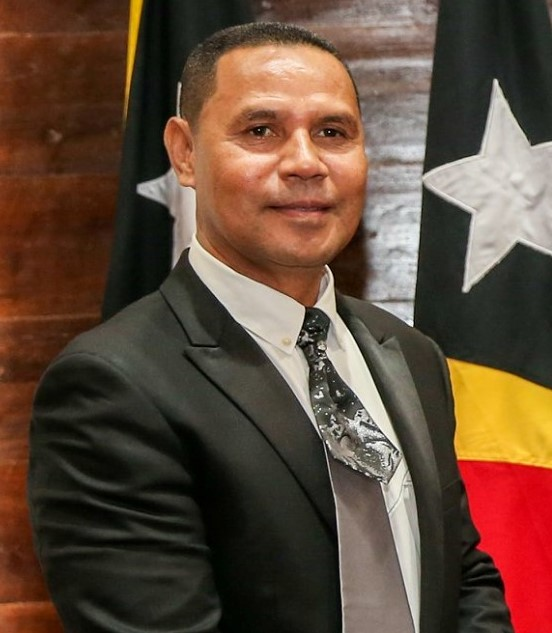
Hermenegildo Lopes (2020)

Bloco Proclamador

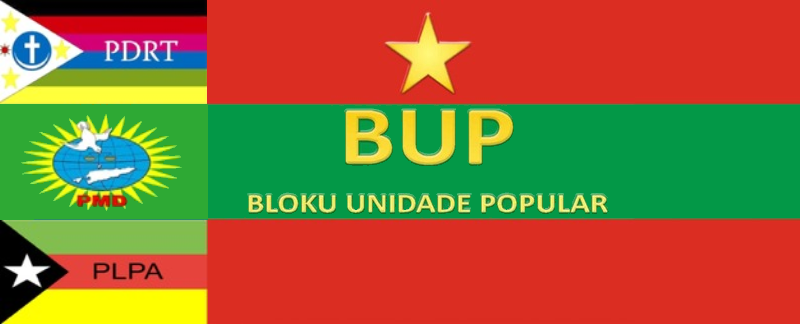
Flagge des BUP

Für den Präsidentschaftswahlkampf 2007 nominierte die PMD im Februar den ehemaligen Bischof von Dili Carlos Filipe Ximenes Belo, unterstützte aber, als dieser nicht antrat den bisherigen Premierminister José Ramos-Horta. Ramos-Horta gewann die Wahl.
In der ebenfalls 2007 stattfindenden Wahl für das Parlament kündigte die PMD an den bisherigen Staatspräsidenten Xanana Gusmão als Premierministerkandidat unterstützen. Bei den Wahlen am 30. Juni erhielt die PMD nur 2878 Stimmen, was 0,69 % der gültigen Stimmen entsprach und scheiterte damit deutlich an der neuen Drei-Prozent-Hürde. Die größte Unterstützung fand sie im damaligen Distrikt Lautém, wo sie 569 Stimmen (2,10 %) erhielt.
Im Juli 2007 schloss sich die PMD mit fünf weiteren Parteien, die ebenfalls bei den Parlamentswahlen  an der Drei-Prozent-Hürde gescheitert waren zur Liga Democrática Progressiva LDP zusammen. Die LDP soll für die ideologisch und im Programm sehr unterschiedlichen Parteien als politische Plattform außerhalb des Parlaments dienen. Sprecher der LDP wurde Hermenegildo Lopes.
Bei den Parlamentswahlen 2012 trat die PMD mit der Partido Republika Nacional Timor Leste (PARENTIL) in einer gemeinsamen Wahlliste an, die sich Bloco Proclamador (Block der Verkünder, tetum Bloku Proklamador) nannte. Der Bloco Proclamador scheiterte aber mit nur 3.125 Stimmen (0,66 %) an der Drei-Prozent-Hürde. Das beste Ergebnis erzielte er im Distrikt Aileu mit 2,43 % der Stimmen.
Seit dem 30. Juli 2015 ist die PMD Mitglied des Parteienbündnis Bloku Unidade Popular (BUP). Es handelt sich dabei um ein Wahlbündnis von inzwischen drei Parteien, die bei den Parlamentswahlen 2012 an der Drei-Prozent-Hürde scheiterten und bei den Parlamentswahlen 2017 mit einer gemeinsamen Liste antraten. Bei den Wahlen am 21. Juli 2017 erhielt der BUP schließlich 0,88 % und scheiterte damit an der Vier-Prozent-Hürde. Danach schloss sich der BUP dem Fórum Demokrátiku Nasionál (FDN) an.